# 雷蒙·錢德勒
雷蒙·索恩頓·錢德勒（英語：Raymond Thornton Chandler，1888年7月23日—1959年3月26日）是一名推理小說作家。他對現代推理小說有深遠的影響，尤其是他的寫作風格和看法，在過去60年間為相當多的同行所採用。錢德勒的主角，菲力普·馬羅，成了傳統冷硬派私家偵探的同義詞，與達許·漢密特的山姆·史培達並駕齊驅。

## 生平

### 早年
錢德勒於1888年出生於美國伊利諾州的芝加哥。但在1895年跟隨被他父親離棄的母親移居英國，他父親是名嗜酒如命的火車工程師。他母親的兄弟，一個成功的律師，資助了他們。1900年錢德勒考進了倫敦頂尖的德威學院（Dulwich College），他在那兒接受了古典教育。但沒有上大學，反而到了歐洲去。為投考公務員考試而於1907年成為英國公民。他以第三高分通過考試並選了海軍本部中的一份工作，只幹了一年多一點。他的第一篇詩就是於這個時期發表的。錢德勒厭惡公務員逢迎的思維模式，他的辭職引起了家人的極度震驚。錢德勒嘗試過新聞業，發表過些評介，但不成功，之後就繼續寫作末期浪漫主義的詩篇。那是一個聰明年輕人的時代，但「我惟獨不是一名聰明年輕人」，他後來是這樣說自己的。
在向他那早已對此感到厭煩的舅父（他說清了這筆錢一定要還，而且連利息的）借完錢後，錢德勒於1912年返回美國並最後在洛杉磯定居。他找到了一份穿網球拍線及摘果子的工作。那是一段省吃儉用儲錢的孤寂日子，他在這段日子裏只買過一只煙絲錢包給自己做聖誕禮物。最後他修讀了簿記的函授課程，他在課程計劃前完成了課程並找到了一份穩定的工作。當美國於1917年加入了第一次世界大戰時，他應徵參加了加拿大軍隊，在法國的戰壕打仗時擔任排長，在戰爭結束時他則在接受空軍訓練。錢德勒後來寫道他不用當值時，有時會喝酒喝到眼前昏黑為止。
在1918年的停戰協議之後，他回到了洛杉磯並與開始了與一名已婚婦人，比他年長18歲的絲西·帕斯卡，有曖昧關係。他們在1924年錢德勒母親死後不久立即結婚，錢德勒之前把母親帶到了洛杉磯而她是反對這門婚事的。由於他美國妻子的關係錢德勒當時擁有英美雙重國籍。錢德勒曾任加利福尼亞州信號山市（Signal Hill）德布利石油財團（Debney Oil Sundicate）的副總裁，但因飲酒過度、長期曠工以及最少一次的自殺恐嚇而被解僱。

### 开始写作
為了從他的創作才華中賺取收入，錢德勒教曉自己去寫廉價小說（pulp fiction），而他的第一篇短篇《勒索者不開鎗》（Blackmailers Don't Shoot）於1933年《黑面具》（Black Mask）雜誌上發表。他的第一本小說《大眠》（The Big Sleep）則於1939年出版。
在他的小說成功以後，錢德勒當過一陣子好萊塢編劇，跟比利·懷爾德（Billy Wilder）一起將詹姆斯·凱因（James M. Cain）的小說《雙重赔偿》（Double Indemnity）劇本化（1944年）以及寫作他惟一的原創劇本《藍色大麗花》（The Blue Dahlia）（1946年）。錢德勒亦協作了亞佛烈德·希區考克電影《火車怪客》的劇本，一個他認為似乎不像真實的故事。這時之前錢德勒一家已搬到了加利福尼亞州的拉霍亚，一處在聖地牙哥附近海岸上富人住的飛地。
由於他有在英國賺錢的關係，錢德勒在1946年時與當地的稅務機構發生糾葛。這導致他於1948年宣佈放棄英國國籍。

### 晚年
絲西經久病後於1954年逝世，那時錢德勒正在寫《漫長的告別》（The Long Goodbye）寂寞又沮喪的他再一次投向酒精，之後再也沒有怎樣回頭過。他寫作的數量及品質均下跌，1955年他更曾試圖自殺。他的生命被那些吸引他的女人救助及複雜化了，特別是他的文稿代理人赫爾加·格琳（Helga Greene）、他的秘書珍·弗拉卡斯（Jean Fracasse）以及以為他是個受壓抑同性戀者的索妮婭·奧威爾（Sonia Orwell，喬治·奧威爾的遺孀）。在英格蘭逗留了一陣子之後，他回到了拉荷亞，在斯克利普斯診所（Scripps Clinics）病逝，死因是酗酒及肺炎。在與珍·弗拉卡斯打完官司後，赫爾加·格琳獲得他遺產的擁有權。錢德勒被葬於聖地牙哥的希望山公墓（Mount Hope Cemetery）。據《錢德勒論文集》的作者弗蘭克·麥克桑恩（Frank MacSchane）指出，錢德勒的爭產案導致他的遺體被葬於預留給貧困人士的墓地中。

## 作品风格
錢德勒寫得很好的散文式作品深受評論家到作家的廣泛愛戴。雖然他急促及冷硬的風格主要是由達許·漢密特所啟發的，但他文中既鋒利又像歌詞般的明擬使用卻是相當具有原創性的。諸如「那魯格型手鎗的鎗口看起來就像第二街隧道的進出口」（The muzzle of the Luger looked like the mouth of the Second Street tunnel）以及「那幾分鐘踮着腳地走過，手指放在唇上」（The minutes went by on tiptoe, with their fingers to their lips）等的片語轉換，給私家偵探文學及「錢德勒式」風格下了定義，同時也是無數戲仿和仿作主題和對象。然而，他筆下最著名的角色，菲力普·馬羅，卻不是一名老一套的硬漢；更像是一個複雜，偶爾會感情用事，又沒甚麼朋友的人物，他上過一陣子書院，懂一點兒西班牙語，有時會欽佩墨西哥人，正在學象棋及古典音樂。當該份工作未達到他的道德標準時，他會拒絕未來客戶所付的酬勞。
錢德勒的短篇及長篇小說很容易令人想起洛杉磯以及其於30及40年代的氛圍。他描述過的很多地點用了真名，但有些則用了假名：海灣市（"Bay City"）一般被認為是代表聖蒙尼卡（Santa Monica），而空閒谷（Idle Valley）則是聖弗蘭多谷（San Fernando Valley）中多個不同的富人飛地的混合體。
錢德勒也是一名有洞察力的廉價小說評論家，他的論文《謀殺巧藝》現已成為標準的參考資料。
錢德勒的所有小說都曾被改編成電影，最著名的是電影《夜長夢多》（1946），由霍華德·霍克斯（Howard Hawks）導演，亨弗萊·鮑嘉（Humphrey Bogart）及洛琳·白考兒（Lauren Bacall）主演。小說家威廉·福克納也有參與這部影片的劇本寫作。錢德勒的劇本，跟以前一樣有限，及1940年代從他的小說改編搬到大銀幕的電影對美國的黑色電影（Film Noir）有着重要的影響。

## 作品列表

### 長篇小說
- 《大眠》  ，第一部 （1939）
- 《再見，吾愛》（1940）
- 《高窗》（1942）
- 《湖中的女人》 （1943）
- 《小妹》 （1949）
- 《漫長的告別》 （1954）（1955年榮獲愛倫·坡獎的最佳長篇小說獎）
- 《重播》 （1958）
- （1959） （未完，1989年由 羅伯·派克 完成）

全部都跟洛杉磯偵探菲力普·馬羅相關。劇情一般都是一些看起來不關連的線索或糾紛進入了菲力普·馬羅的生活，後來它們原來全都是互相關連的。《大眠》、《再見，吾愛》及《漫長的告別》可以被認為是其中的大作。

### 短篇小說
錢德勒大部分的短篇都是記載菲力普·馬羅、其他倒霉私家偵探約翰·達爾馬斯（John Dalmas）及史蒂夫·格雷斯（Steve Grayce）或相近的好撒馬利亞人如卡爾馬迪先生 （Mr Carmady）的冒險史。例外的有和，是英國郊外的哥特式浪漫自述。有趣的是，在1950年廣播劇系列《菲力普·馬羅冒險記》中，包含了這些短篇的改編，馬羅的名字卻取代了其他主角的名字（例如中的史蒂夫·格雷斯）。這些更改在後來出版的原著中被改回了。只是後來出版的全都被換成馬羅除以外。

#### 偵探短篇
- （1933）
- 《自作聪明的谋杀案》 （1934）
- （1934）
- （1935）
- （1935）
- （1935）
- （1936）
- （1936）
- （1936）
- （1936）
- （1936；原名為）
- （1937）
- （1937）
- （1938）
- （1938）
- （1938）
- （1939）
- （1939）
- （1939）
- （1941）
- （1959；死後出版；原名為，後來亦以及的名字出版）

#### 非偵探短篇
- （1939）
- （1939）
- （1951）
- （1976，死後出版）

小記：儘管、及都有非自然死亡及偵探（分別是酒店偵探、倫敦警方及加利福尼亞州本地警局）, 但重點並未放在這些死亡的調查上。
《大西洋月刊》雜誌文章：
- , 1944/12
- 《謀殺巧藝》, 1945/11
- , 1948/03
- , 1952/02

## 文化中的錢德勒
- 偵探小說作家羅伯·派克（Robert B. Parker）的偵探，史賓瑟（Spencer）的許多特質都是基於錢德勒的傳統，甚至連史賓瑟的出生地，懷俄明州的拉勒米，都跟有傳錢德勒曾經構想過的一樣。派克擁有英語文學博士學位，而他的博士論文就跟錢德勒的作品有關。

## 軼事
雷蒙·錢德勒因極度討厭名導演而惡名遠揚，常常把人家叫做「那個胖渾蛋」（一般在希區考克的聽覺範圍之內）。

## 九命題
錢德勒的1949年〈推理小說的注意事項〉，後被稱為「九命題」：
1. 事件開始的狀況與結束的狀況皆需合理
2. 殺人手法與謎團的解決方法不能違背常識
3. 人物、舞台及環境不能違背現實
4. 故事若非專注解謎，就必須專注於冒險故事
5. 手法必須單純而可解釋
6. 謎底一旦揭曉，應任誰都覺得手法是理所當然
7. 推理小說不應試圖解決所有事情
8. 推理小說的兇手應遭到報應
9. 故事需對讀者公平

## 外部連結
- 雷蒙·錢德勒網 （页面存档备份，存于）（英文）
- 雷蒙·錢德勒在互联网电影资料库（IMDb）上的資料（英文）
- 雷蒙·錢德勒在豆瓣上的资料（简体中文）
- 湯姆·海尼（Tom Hiney）作的傳記; ISBN 0-7011-6310-0
- 雷蒙·錢德勒的洛杉磯：In A Lonely Place tour from L.A. bus adventure company Esotouric （页面存档备份，存于）
- Thrilling Detective上的雷蒙·錢德勒
- Bibliography of UK 1st Editions  （页面存档备份，存于）
- The Opposite of Show Business （页面存档备份，存于） A play by Jim Grover about how Raymond Chandler became a writer.
- 雷蒙·錢德勒發明了Google嗎？ （页面存档备份，存于）
- Writing The Long Goodbye （页面存档备份，存于）
- 1996 George Pelecanos的論文
- （英文） Raymond Chandler's Shamus Town A history of Los Angeles via the locations where Raymond Chandler lived and wrote about, 1912-1946

## 腳註
1. ↑  レイモンド・チャンドラー語る. 早川書房. (1984)